# Tore Andersson (1618–1690)
Tore Andersson, född 20 juni 1618 i Skänninge församling, Östergötlands län, död 13 juni 1690 i Skänninge församling, Östergötlands län, var en svensk ämbetsman och riksdagsman.

## Biografi
Tore Andersson föddes på Bossgården i Skänninge församling. Han var son till borgaren Anders Torsson och Brita Tyresdotter. Tore Andersson var från 1653 rådman i Skänninge. Han var riksdagsman vid Riksdagen 1678. Tore Andersson avled 1690 i Skänninge församling och begravdes i Vårfrukyrkan.

### Familj
Tore Andersson gifte sig första gången 8 oktober 1639 i Skänninge med Karin Pedersdotter (1614–1675).
Tore Andersson gifte sig andra gången 8 mars 1676 i Skänninge med Maria Sandelia. Hon var dotter till kyrkoherden Nicolaus Nicolai och Maria Hjort i Malexanders församling. De fick tillsammans sonen assessorn Anders Nordenadler i Skåne. Efter Tore Anderssons död gifte Maria Sandelia om sig med handelsmannen Johan Jönsson Wetter i Vadstena.